# Antonino de Placência
Antonino (em latim: Antoninus) foi santo italiano do século III, venerado pela Igreja Católica em 30 de setembro. De algum modo ligado à Legião Tebana, era soldado e foi martirizado perto de Placência em data desconhecida. Seu alegado sangue, mantido num franco de vidro, teria supostamente as mesmas propriedades que o sangue de Januário de Nápoles.